# グッバイ、サマー
『グッバイ、サマー』（仏：Microbe et Gasoil、英：Microbe & Gasoline）は、2015年制作のフランス映画。脚本・監督を務めたミシェル・ゴンドリーの自伝的作品。

## あらすじ
女の子のような見た目の気弱な少年ダニエルは学校では「ミクロ（チビ）」と呼ばれ、家では過干渉な母やパンクな兄に悩まされていた。ある日、ダニエルのクラスに変わり者の転校生テオがやってくる。自分で改造した奇妙な自転車を乗り回し、家の稼業のせいで身体からガソリンの匂いを漂わせている彼は周囲から「ガソリン」と呼ばれた。周囲から浮いた存在のダニエルとテオは意気投合し、やがて親友同士になっていく。息苦しくて、うんざりするような毎日から脱出するため、彼らは“ある計画”を考え付いた。それは、スクラップを集めて〝夢の車”を作り、夏休みにフランス中を旅に出ることだった。

## キャスト
| 役名             | 俳優                 | 日本語吹替 |
| ---------------- | -------------------- | ---------- |
| ダニエル         | アンジュ・ダルジャン | 笹島かほる |
| テオ・ルロワール | テオフィル・バケ     | 八木澤翔   |
| マリー=テレーズ  | オドレイ・トトゥ     | 寺門真希   |
| ローラ           | ディアーヌ・ベニエ   | 和田朋子   |

## 受賞・ノミネート
- 2016年　ニューヨーク映画祭　正式出品
- 2016年　シアトル国際映画祭　青年部門ノミネート
- 2016年　リュミエール映画祭　音楽賞ノミネート